# Kanton Saint-Trivier-de-Courtes
Kanton Saint-Trivier-de-Courtes (fr. Canton de Saint-Trivier-de-Courtes) byl francouzský kanton v departementu Ain v regionu Rhône-Alpes. Skládal se z 12 obcí. Zrušen byl po reformě kantonů 2014.

## Obce kantonu
- Cormoz
- Courtes
- Curciat-Dongalon
- Lescheroux
- Mantenay-Montlin
- Saint-Jean-sur-Reyssouze
- Saint-Julien-sur-Reyssouze
- Saint-Nizier-le-Bouchoux
- Saint-Trivier-de-Courtes
- Servignat
- Vernoux
- Vescours